# Marine Vacth
Marine Vacth (París, 9 de abril de 1991) es una actriz y modelo francesa.

## Vida y carrera

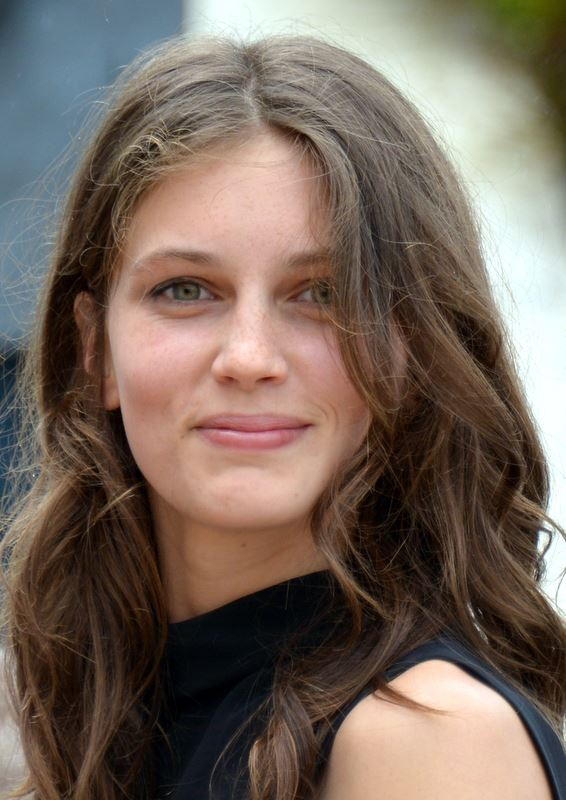
Vacth en 2013

Vacth nació el 9 de abril de 1991 en el Distrito XII de París. Su padre era camionero y su madre contable, ella creció en Maisons-Alfort a las afueras de París. Su apellido procede de la región de Lorena.
Estudió en el Liceo Eugène Delacroix de Maisons-Alfort y se trasladó a París antes de terminar sus estudios de enseñanza media. Vacth empezó su carrera como modelo con apenas 15 años, cuando un cazatalentos la fichó para la marca H&M, mientras que su carrera como actriz comenzó a los 20 años, cuando interpretó el papel de "Tessa" en la película Ma part du gâteau, de Cédric Klapisch. En 2011, sucedió a Kate Moss como el rostro de los perfumes de Yves Saint Laurent y de Chloé.
En la actualidad vive en París con su pareja, el fotógrafo Paul Schmidt, y con el hijo de ambos, Henri, nacido en la primavera de 2014.

## Filmografía
| Año  | Título                                        | Rol                        | Director            | Notas                                       |
| ---- | --------------------------------------------- | -------------------------- | ------------------- | ------------------------------------------- |
| 2011 | Ma part du gâteau                             | Tessa                      | Cédric Klapisch     |                                             |
| 2012 | L'homme à la cervelle d'or                    | Alice                      | Joan Chemla         |                                             |
| 2012 | Lo que el día debe a la noche                 | Isabelle Rucillio (adulta) | Alexandre Arcady    |                                             |
| 2013 | Joven y bonita                                | Isabelle                   | François Ozon       | Nominada al César a mejor actriz revelación |
| 2015 | Grandes familias                              | Louise                     | Jean-Paul Rappeneau |                                             |
| 2016 | La Confession                                 | Barny Debruycker           | Nicolás Boukhrief   |                                             |
| 2017 | El amante doble                               | Chloé                      | François Ozon       |                                             |
| 2018 | Si tu voyais son coeur (Si vieras su corazón) | Francine                   | Joan Chemla         |                                             |
| 2019 | Pinocchio                                     | Hada                       | Matteo Garrone      |                                             |
| 2020 | DNA                                           | Lilah                      | Maïwenn             |                                             |